# Offene Stellen
Offene Stellen (englisch vacancies) sind auf dem Arbeitsmarkt die von Arbeitgebern dem Arbeitsamt gemeldeten und zu besetzenden Arbeitsplätze und Planstellen. Statistisches Pendant ist die Arbeitslosigkeit.

## Allgemeines
„Offene Stellen“ sind im Sinne der Organisationstheorie Stellen, die einer Arbeitskraft zwecks Erfüllung einer bezahlten Arbeitsaufgabe durch Arbeitgeber oder Dienststellen zur Verfügung gestellt werden. In den Stellenplänen von Wirtschaft und Verwaltung sind es vorhandene, aber nicht mehr oder noch nicht besetzte Stellen. Eurostat definiert die offene Stelle europaweit als „eine neu geschaffene, nicht besetzte oder demnächst frei werdende bezahlte Stelle, zu deren Besetzung der Arbeitgeber aktive Schritte unternimmt, um einen geeigneten Bewerber außerhalb des betreffenden Unternehmens zu finden, und bereit ist, weitere Schritte zu unternehmen, und die der Arbeitgeber sofort oder innerhalb eines bestimmten Zeitraums zu besetzen beabsichtigt.“
Umstritten ist der Genauigkeitsgrad dieser offenen Stellen. Das liegt vor allem daran, dass die Meldung offener Stellen durch Arbeitgeber freiwillig erfolgt. Die tatsächliche Arbeitsnachfrage („offene Stellen“) auf dem Arbeitsmarkt dürfte mit dem Arbeitsangebot nicht übereinstimmen, weil in Zeiten hoher Arbeitslosigkeit (Unterbeschäftigung) zu erwarten ist, dass viele Arbeitgeber offene Stellen nicht melden, weil sie Arbeitssuchende auch ohne das Arbeitsamt finden. Umgekehrt melden Arbeitgeber in Zeiten der Überbeschäftigung tendenziell mehr offene Stellen als sie wirklich zur Verfügung haben.  

## Rechtsfragen
Ziel der Arbeitsförderung ist gemäß § 1 Abs. 2 Nr. 1 SGB III unter anderem, die zügige Besetzung offener Stellen zu ermöglichen. Dazu sollen nach der Sollvorschrift des § 2 Abs. 3 SGB III die Arbeitgeber die Agenturen für Arbeit frühzeitig über betriebliche Veränderungen, die Auswirkungen auf die Beschäftigung haben können, unterrichten. Dazu gehören insbesondere Mitteilungen über zu besetzende Ausbildungs- und Arbeitsstellen, geplante Betriebserweiterungen und den damit verbundenen Arbeitskräftebedarf, die Qualifikationsanforderungen an die einzustellenden Arbeitnehmer, geplante Betriebseinschränkungen oder Betriebsverlagerungen sowie die damit verbundenen Auswirkungen und Planungen, wie Entlassungen von Arbeitnehmern vermieden oder Übergänge in andere Beschäftigungsverhältnisse organisiert werden können, unterrichten. Eine echte Meldepflicht für offene Stellen besteht daher nicht. 

## Statistik
„Offene Stellen“ sind jene, für die Arbeitgeber eine Einstellung planen, wobei es sich um neu geschaffene Stellen, um vorhandene Stellen, die während der Bewerbersuche noch von Mitarbeitern besetzt sind oder um vorhandene Stellen, die im Suchzeitraum unbesetzt sind, handelt. „Gemeldete Arbeitsstellen“ sind Beschäftigungsverhältnisse mit einer vorgesehenen Beschäftigungsdauer von mehr als sieben Kalendertagen, die von Arbeitgebern den Arbeitsagenturen und Trägern der Grundsicherung zur Arbeitsvermittlung gemeldet wurden.
Ein wichtiger Indikator für die Intensität der Arbeitskräftenachfrage ist die Vakanzrate, die den Anteil der offenen Stellen an der Gesamtheit aller Stellen misst und wie folgt berechnet wird:
{\displaystyle {\text{Vakanzrate}}={\frac {\text{Anzahl offene Stellen}}{\text{Anzahl besetzte Stellen + Anzahl offene Stellen}}}\cdot 100\,\%}.
Im Jahr 2018 waren im Durchschnitt in Deutschland rund 2,3 Mio. Personen als arbeitslos registriert. Damit ging die Arbeitslosigkeit gegenüber dem Vorjahr weiter zurück und sank auf das niedrigste Niveau seit der Wiedervereinigung. Demgegenüber steht ein Höchststand von rund 4,9 Mio. Arbeitslosen im Jahr 2005. Diese deutliche Entspannung auf dem Arbeitsmarkt spiegelt sich in der Zahl der offenen Stellen wider: Sie haben sich von 207.000 (2004) auf knapp 800.000 (2018) erhöht. Entsprechend hat sich das Verhältnis von Arbeitslosenzahlen und gemeldeten offenen Arbeitsstellen (Vakanzrate) verändert. Während 2004 auf eine gemeldete offene Arbeitsstelle rein rechnerisch noch 21,2 Arbeitslose kamen, sind es 2018 nur noch 3,0.

## Wirtschaftliche Aspekte
Auf dem Arbeitsmarkt stehen sich das Arbeitsangebot der Arbeitnehmer und die Arbeitsnachfrage der Arbeitgeber gegenüber. Die „offenen Stellen“ bilden statistisch die Arbeitsnachfrage. Die Arbeitslosen können jedoch nicht ohne weiteres auf die offenen Stellen verteilt werden, weil dies meist an mangelnder Qualifikation scheitert; dies ist die strukturelle Arbeitslosigkeit. Wird beispielsweise ein Mechatroniker gesucht und ein Bankkaufmann ist arbeitslos, bleibt die offene Stelle unbesetzt (englisch mismatch). Die Beveridge-Kurve stellt das strukturelle Auseinanderfallen von Arbeitsangebot und Arbeitsnachfrage am Arbeitsmarkt auf der Grundlage von Arbeitslosenquote und Vakanzrate gegenüber.
Die Zahl der gemeldeten offenen Stellen ist ein wichtiger Indikator für die künftige konjunkturelle Entwicklung auf dem Arbeitsmarkt, der Aufschluss über Umfang und Entwicklung der ungedeckten Arbeitskräftenachfrage gibt. Werden über mehrere Monate hinweg zunehmend offene Stellen gemeldet, kann dies für künftig sich verbessernde Konjunkturaussichten sprechen und umgekehrt. Vor und während eines Booms steigt die Zahl der offenen Stellen deutlich an und die Arbeitslosigkeit sinkt. Dabei kommt es auch darauf an, wie schnell offene Stellen besetzt werden können (Time-to-Fill).  Überbeschäftigung liegt vor, wenn es mehr offene Stellen als Arbeitslose gibt, bei Unterbeschäftigung überwiegt dagegen die Zahl der Arbeitslosen.